# Samuel Lovett Waldo

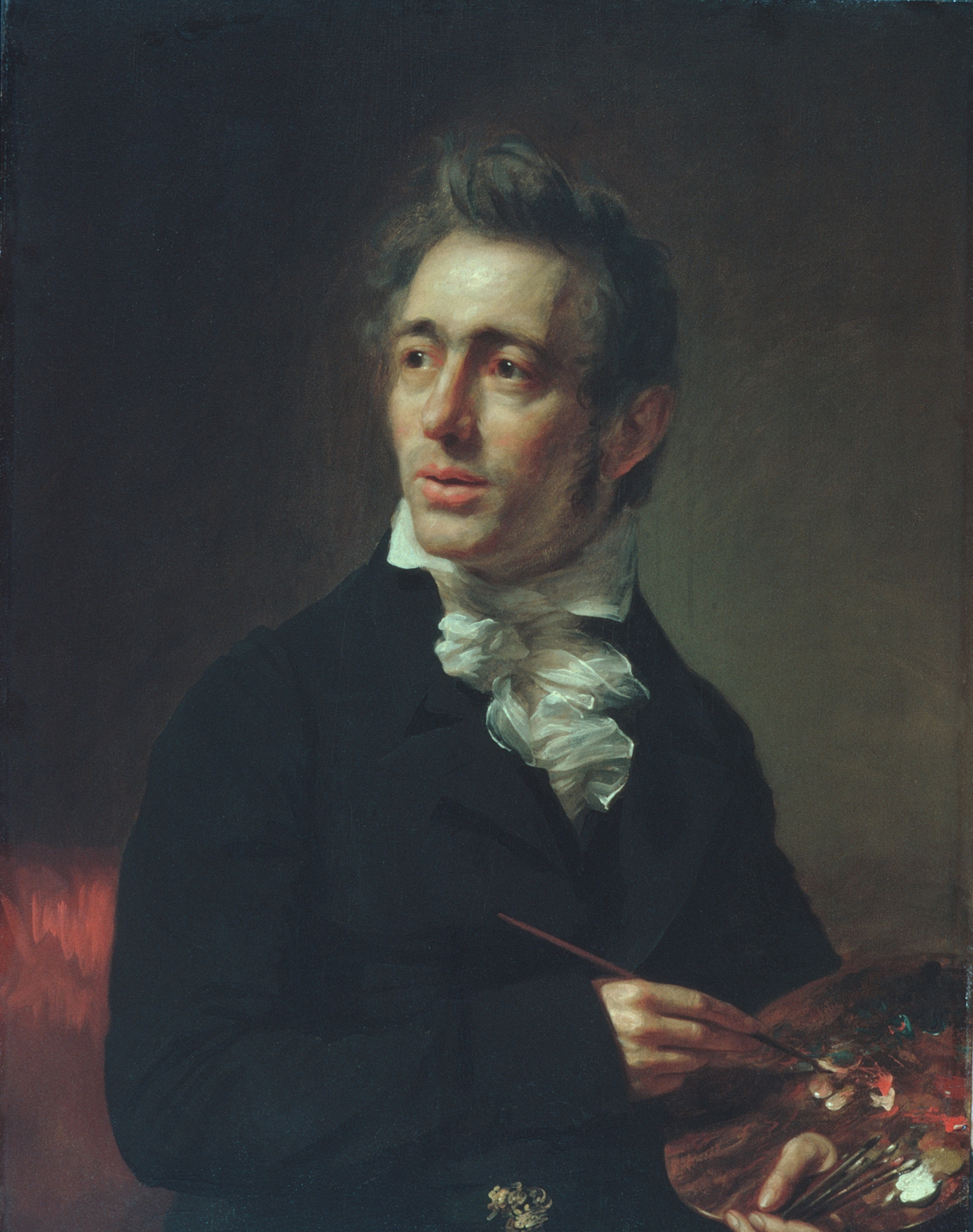
Autorretrato de Samuel Lovett Waldo, 1815

Samuel Lovett Waldo (Windham, Connecticut, 6 de abril de 1783 - Nueva York, 16 de febrero de 1861) fue un pintor estadounidense, famoso como retratista. 
Recibió su primera formación artística en Hartford (Connecticut). Mientras estudiaba, pintó carteles para sombrererías, carnicerías o tabernas. En 1806 viajó a Europa y estudió en la Royal Academy de Londres. Entre 1820 y 1854 formó pareja artística con William Jewett, quien había sido su alumno y con quien firmó conjuntamente los retratos que les proporcionaron un gran prestigio. Ambos fueron elegidos miembros de la National Academy of Design en 1826. La colaboración entre Waldo y Jewett fue tan estrecha que resulta casi imposible saber qué parte de los cuadros se debe a una mano y cuál a otra. Incluso, algunos estudiosos sospechan que muchos de los cuadros atribuidos en exclusiva a Waldo son fruto del trabajo común de Waldo y Jewett.